# Berthold Carl Seemann
Berthold Carl Seemann, född 28 februari 1825 i Hannover, död 10 oktober 1872 i Nicaragua, var en tysk botaniker och forskningsresande.
Seemann var trädgårdsmästare i Hannover och sedermera i Kew Gardens och sändes därifrån till att deltaga i den brittiska fregatten "Heralds" jordenruntfärder. Han deltog i dessa 1846–1851 och besökte såväl polarländerna som tropikerna. År 1859 företog han i regeringsuppdrag en längre resa till Fijiöarna. 
Förutom sina förtjänster om vetenskaperna genom rika samlingars hemsändande utgav Seemann med anledning av sina resor en mängd smärre naturvetenskapliga skrifter av växlande innehåll. Han uppsatte 1853 den botaniska tidskriften "Bonplandia" och var jämte sin bror Wilhelm Seemann dess utgivare till 1862. Han var 1863–69 redaktör för brittiska tidskriften "Journal of Botany, British and Foreign".
Auktorsnamnet Seem. kan användas för Berthold Carl Seemann i samband med ett vetenskapligt namn inom botaniken; se Wikipediaartiklar som länkar till auktorsnamnet.